# Eastcotts Motte
Eastcotts Motte är ett slott i Storbritannien.   Det ligger i kommunen Borough of Bedford i  riksdelen England, i den södra delen av landet, 70 km norr om huvudstaden London. Eastcotts Motte ligger 37 meter över havet.
Terrängen runt Eastcotts Motte är huvudsakligen platt. Eastcotts Motte ligger nere i en dal. Runt Eastcotts Motte är det tätbefolkat, med 276 invånare per kvadratkilometer. Närmaste större samhälle är Milton Keynes, 16,4 km väster om Eastcotts Motte. Trakten runt Eastcotts Motte består till största delen av jordbruksmark.